# Alone in the Dark (2024年のコンピュータゲーム)
『Alone in the Dark』(アローン・イン・ザ・ダーク)は、日本で2024年3月20日に発売されたサバイバルホラーゲームであり、1992年に発売された初代『アローン・イン・ザ・ダーク』のリメイク版となる。対応プラットフォームはPlayStation 5、Windows (Steam)、Xbox Series X/S。開発はPieces Interactive、発売はTHQ Nordicが担当する。

## 内容
エドワード・カーンビーとエミリー・ハートウッドのいずれかを操作して、屋敷を探索する点はオリジナル版と同じだが、下記に挙げるような変更点も存在する。
物語の導入部では、エミリーのもとに奇妙な手紙が届き、ジェレミーの安否を確認すべく、エドワードと2人でデルセトに向かう様子が描かれている。また、精神病院という舞台設定上、オリジナル版よりも登場人物の人数が多く、その中には『アローン・イン・ザ・ダーク2』に登場したグレース・ソーンダースと同姓同名の人物も含まれている。

### オリジナル版からの変更点
本作におけるデルセトは個人邸宅ではなく「精神病院」として設定されており、ジェレミー・ハートウッドはそこに入院中の患者という設定である。
さらに、オリジナル版では屋敷のみで物語が完結していたのに対し、本作では屋敷と異世界を往復する内容となっている。屋敷にある部屋を出ると森の中などに転移する演出が発生する。転移先は後からメモなどで推測することができる。

### 本作の特徴
本作の特徴の一つとして、同じ場面でも主人公によって内容が変化することが挙げられ、これにより、それぞれのキャラクターの背景や物語の全貌が見えてくる仕掛けとなっている。
オリジナルの固定カメラアングルから三人称視点のカメラアングルに変更されている。これは近年の『バイオハザード』などのリメイク版と同じ形式である。

## あらすじ

### 体験版
プロローグ
舞台は1920年代。11歳の少女 グレイス・サンダースは、好奇心が人一倍旺盛で、まだ大人の世界の陰翳を知らない無邪気さを持った少女であった。
しかし彼女は、ある理由から時折、アメリカ南部のルイジアナ州にある精神病棟「デルセト屋敷」に訪れていた。その精神病棟には、謎に満ちた芸術家ジェレミー・ハートウッドが住んでおり、彼とグレイスは互いの孤独を癒す存在となり、不思議な絆で結ばれていた。
しかしある日、ジェレミーは何らかによる恐怖を感じ始め、彼自身の精神を蝕み始める。彼はグレイスに、「姪に手紙を渡してほしい」と頼み、グレイスは手紙をオフィスに持っていこうとするが、突如として怪奇現象が起きて、怪物がグレイスを襲ってくる。はたして、ジェレミーと屋敷に何が起こったのか？

### 本編
序盤
芸術家だった叔父から手紙を受け取った姪のエミリー・ハートウッドは、不可解な手紙であったことから私立探偵 エドワード・カーンビーを雇い、叔父が収容されている精神病棟「デルセト屋敷」に訪れる。
叔父ジェレミーの姿を探して、トリックとパズルが用意された謎めいた屋敷の探索を進めていく。そして2人は、そこに渦巻く謎と狂気に巻き込まれ、ジェレミーの夢と欲望が作り出した「不可思議な異世界」を渡り歩くことになる。
中盤
やがて2人は、忘れていた「自身が犯した過去の過ち」の記憶を呼び起こされていき、自分たちの過去と対峙することになる。

## 登場人物

### 主人公
エドワード・カーンビー
声：山野井仁
エミリー・ハートウッド
声：ブリドカットセーラ恵美

### その他
ジェレミー・ハートウッド
声：松蔵之助
エミリーの叔父にあたる人物で、芸術家。本作において、エミリーたちが探し求めていく人物。
グレイス・サンダース
声：景戸利衣
11歳の少女。
体験版における主人公だが、ムービー含めて10分程度、実際のプレイ時間は5分に満たない短いショートストーリーである。
トンプソン
声：岸本百恵
ルース
声：五十嵐夕夏
マッカーフィー
声：大友俊
ジャン・バティスト
声：齋藤響
ドクターグレイ
声：土生周平
ロッティー
声：神代ちひろ
ジュアン・ルイス
声：中西正樹

## 開発
THQ Nordicのミヒャエル・ペックらは、新しいゲームを探し求める中で、『アローン・イン・ザ・ダーク』の新作を作ろうと思い立ち、2019年の後半から開発を始めた。
THQ Nordicは、リメイクにあたり「可能な限りオリジナル版に携わったスタッフに参加してもらう」という方針を立てていたが、『アローン・イン・ザ・ダーク』のオリジナル版は30年ほど前に発売されたため、当時のスタッフを集めるのは容易ではなく、ディレクターのフレデリック・レナールほか、オリジナル版のスタッフの一部のみにとどまった。
一方、開発を引き受けたPieces Interactiveのミハイル・ヘドベルクは、オリジナル版への敬意からなるべくかけ離れないようにしたと語っており、自分のゲームになりすぎないようにすることにも注意を払ったと述べている。
一般的なホラーゲームのように単に歩き回るだけではプレイヤーが退屈することから、緊張感のあるゲームプレイにすることが意識された。また、ホラーゲームでは常に怖いものが現れてキャラクターが悲鳴を上げるという印象が強いのに対し、本作においては雰囲気で怖さを演出する方針が取られた。
物語においては「メンタルヘルス」（心の健康）がテーマに据えられ、現実とそれ以外の境界のあいまいさも緊張感を与えるスパイスとなった。また、オリジナル版の物語は、サバイバルホラーとしてはありがちで先が読めてしまうということも、この要素を加えた理由の一つだった。
なお、Pieces Interactiveは2024年6月に閉鎖されており、本作が最後の作品となった。

## 販売
本作は元々2023年10月25日に発売される予定だったが、2024年1月16日に変更された。品質向上に加え、同じ時期に発売が予定されていた『Alan Wake 2』と『Marvel’s Spider-Man 2』との競合を避けるためである。
さらにその後2024年3月20日に変更され、最終的にはこの日に発売された。

## 評価
ライターの仁志睦は「Gamer」に寄せたレビュー記事の中で、予測不能な事態の連続に困惑したと述べ、このような展開の連続が先の読めない恐怖と緊張感を生み、同作ならではの魅力と評している。また、仁志は主人公によって同じ場面でも内容が異なる点を評価している。
ライターの小林白菜は、「ファミ通」に寄せた記事の中で、単なる洋館肝試しにとどまらない作品であると評しており、難易度変更機能も相まって、難易度調整も絶妙だったとも述べている。また、小林は舞台となるデルセトが精神病院ではあるものの、物語のモチーフはクトゥルフ神話など様々であり、特定の疾患に対する偏見は感じなかったと述べている。